# Odontosyllis
Odontosyllis är ett släkte av ringmaskar som beskrevs av Jean Louis René Antoine Édouard Claparède 1863. Odontosyllis ingår i familjen Syllidae.

## Dottertaxa tillOdontosyllis, i alfabetisk ordning[1][2]
- Odontosyllis arenicolor
- Odontosyllis atypica
- Odontosyllis australiensis
- Odontosyllis brachydonta
- Odontosyllis brevicirra
- Odontosyllis brevipes
- Odontosyllis corruscans
- Odontosyllis ctenostoma
- Odontosyllis cucullata
- Odontosyllis detecta
- Odontosyllis dugesiana
- Odontosyllis enopla
- Odontosyllis fasciata
- Odontosyllis fragilis
- Odontosyllis freycinetensis
- Odontosyllis fulgurans
- Odontosyllis gibba
- Odontosyllis glandulosa
- Odontosyllis globulocirrata
- Odontosyllis graveleyi
- Odontosyllis gravelyi
- Odontosyllis gravieri
- Odontosyllis gymnocephala
- Odontosyllis hartmanae
- Odontosyllis hyalina
- Odontosyllis langerhansiaesetosa
- Odontosyllis liniata
- Odontosyllis longicornis
- Odontosyllis longigulata
- Odontosyllis longiseta
- Odontosyllis lucifera
- Odontosyllis luminosa
- Odontosyllis maculata
- Odontosyllis magnanuchalata
- Odontosyllis maorioria
- Odontosyllis micropedata
- Odontosyllis multidentata
- Odontosyllis octodentata
- Odontosyllis parva
- Odontosyllis phosphorans
- Odontosyllis phosphorea
- Odontosyllis polycera
- Odontosyllis polyodonta
- Odontosyllis psammochroma
- Odontosyllis rubens
- Odontosyllis rubrofasciata
- Odontosyllis setoensis
- Odontosyllis trilineata
- Odontosyllis twincayensis
- Odontosyllis undecimdonta